# UCI Oceania Tour de 2011-2012
O UCI Oceania Tour de 2011-2012, foi a oitava edição do UCI Oceania Tour. Levou-se a cabo de outubro de 2011 a setembro de 2012 onde se disputaram 4 competições por etapas em duas modalidades, provas por etapas e provas de um dia, outorgando pontos aos primeiros classificados das etapas e à classificação final; acrescentando ao calendário com respeito à temporada anterior o Jayco Herald Sun Tour que voltou a se disputar e se modificando o nome do Tour do Wellington pelo de New Zealand Cycle Classic. Ademais, apesar de não estar no calendário, também pontuaram os campeonatos nacionais com um barómetro dependendo o nível ciclista da cada país.
O ganhador a nível individual foi o neozelandês Paul Odlin, por equipas triunfou a Jayco-AUS da Austrália pela terceira vez consecutiva, enquanto por países e países sub-23 foi a Austrália quem obteve mais pontos.

## Equipas
As equipas que podem participar nas diferentes carreiras dependem da categoria das mesmas.
| Categoria                      | Categoria                                                                       | Equipas |
| ------------------------------ | ------------------------------------------------------------------------------- | ------- |
| .1                             |                                                                                 |         |
| 2.1 (Carreiras de vários dias) | Profissionais Continentais Continentais Selecções nacionais                     |         |
| .2                             |                                                                                 |         |
| 2.2 (Carreiras de vários dias) | Profissionais Continentais Continentais Selecções nacionais e regionais Amadors |         |

Para favorecer o convite às equipas mais humildes, a União Ciclista Internacional publicou um "ranking fictício" das equipas Continentais, sobre a base dos pontos obtidos pelos seus ciclistas na temporada anterior. Os organizadores das carreiras devem obrigatoriamente convidar aos 3 primeiros desse ranking e desta forma podem aceder a um maior número de carreiras. Neste circuito os convidados automaticamente a todas as carreiras foram a Team Jayco-AIS, Drapac Cycling e Genesys Wealth Advisers, ainda que a diferença do UCI WorldTour as equipas podem recusar dita convite.

## Calendário
Contou com as seguintes provas, tanto por etapas como de um dia.

### Outubro de 2011
| Data     | Carreira              | Cat. | Ganhador    | Equipa do ganhador      |
| -------- | --------------------- | ---- | ----------- | ----------------------- |
| 12 ao 16 | Jayco Herald Sun Tour | 2.1  | Nathan Haas | Genesys Wealth Advisers |

### Janeiro de 2012
| Data     | Carreira                  | Cat. | Ganhador     | Equipa do ganhador |
| -------- | ------------------------- | ---- | ------------ | ------------------ |
| 25 ao 29 | New Zealand Cycle Classic | 2.2  | Jay McCarthy | Jayco-AIS          |

### Março de 2012
| Data | Carreira                                  | Cat. | Ganhador      | Equipa do ganhador |
| ---- | ----------------------------------------- | ---- | ------------- | ------------------ |
| 16   | Campeonato Oceânico Contrarrelógio sub-23 | CC   | Damien Howson | Jayco-AIS          |
| 16   | Campeonato Oceânico Contrarrelógio        | CC   | Sam Organ     | Subway             |
| 18   | Campeonato Oceânico em Estrada            | CC   | Paul Odlin    | Subway             |

## Classificações
Devido às poucas provas resultou decisivo na classificação o Campeonato Continental em Estrada que ganhou Paul Odlin (100 pontos) por adiante de Nick Aitken (70 pontos).

### Individual
| Posição | Ciclista                    | Pontos |
| ------- | --------------------------- | ------ |
| 1       | Paul Odlin                  | 122    |
| 2       | Nick Aitken                 | 78     |
| 3       | Jay McCarthy                | 57     |
| 4       | Rhys Pollock                | 56     |
| 5       | Michael Vink                | 55     |
| 6       | Mark O'Brien                | 50     |
| 7       | Reinardt Janse Van Rensburg | 46     |
| 8       | Samuel Horgan               | 45     |
| 9       | Darren Lapthorne            | 43     |
| 10      | Steele Von Hoff             | 33     |

### Equipas
| Posição | Equipa                  | Pontos |
| ------- | ----------------------- | ------ |
| 1       | Jayco-AIS               | 188    |
| 2       | Subway                  | 172    |
| 3       | Drapac                  | 140    |
| 4       | Budget Forklifts        | 92     |
| 5       | Genesys Wealth Advisers | 56     |
| 6       | MTN Qhubeka             | 46     |
| 7       | Bissel                  | 40     |
| 8       | Argos-Shimano           | 40     |
| 9       | Chipotle-First Solar    | 33     |
| 10      | Champion System         | 22     |

### Países
| Posição | País          | Pontos  |
| ------- | ------------- | ------- |
| 1       | Austrália     | 1083,62 |
| 2       | Nova Zelândia | 594     |

### Países sub-23
| Posição | País          | Pontos |
| ------- | ------------- | ------ |
| 1       | Austrália     | 685,24 |
| 2       | Nova Zelândia | 203    |